# 唐令拾遺
『唐令拾遺』（とうれい しゅうい）は、日本の中国法制史学者である仁井田陞が編纂した、早くに散佚した唐令（唐代の令）の佚文を蒐集した書物。1933年（昭和8年）に東方文化学院より出版され、翌年、第24回帝国学士院恩賜賞を受賞した。

## 成立以前
当初、本書の根幹となる唐令復原作業を提唱したのは、日本法制史学者の宮崎道三郎であった。これは、日本の古代法である律令を、その成立史および比較法制史的な見地から研究する上で、唐律や唐令の研究が不可避の領域であるという事情による。
実際に、作業に着手したのは、中田薫（1877年-1967年）であった。
池田温責任編集の『唐令拾遺補』（東京大学出版会、1997年）に収録されている、中田薫の「唐令拾遺」稿本 引用書目によれば、その引用した原典は、
- 『唐律疏議』
- 『唐六典』
- 『通典』
- 『唐会要』
- 『旧唐書』「刑法志」
- 『令義解』
- 『令集解』
- 『三代格式』
- 『和名抄』

であった。

## 成立
1929年（昭和4年）、東方文化学院東京研究所が創設された際、中田薫が、当時東京帝国大学大学院に在った仁井田陞を研究所の助手に推挙した。同時に、中田が「唐令の復旧並其の史的研究」を仁井田に委嘱した（『唐令拾遺』中田序）。その期待通り、4年で仁井田は本書を完成させ、中国法制史の研究に多大な貢献を果たすことになった。
同時に、厳密なテキスト・クリティークを課し、従来見られなかったような成立年代の比定を行なった。巻末には、75種の書名を挙げる「採択資料索引」および、その版本・所蔵機関が採録されている。同様の姿勢は、牧野巽との共著である「故唐律疏議製作年代考」（『東方学報』東京1・2、1931年）にも見られる。
本書には、当時新出資料であった敦煌文献が数点含まれている。1937年（昭和12年）発行の『唐宋法律文書の研究』には、より多種の敦煌およびトルファン等の出土の文献が引用されている。ただし貸借・売買などの私法領域の文書ではあるが。